# ファットバーガー (グループ)
ファットバーガー（Fattburger）は、ジャズ・グループであり、ジャズ・ファンク、コンテンポラリー・ジャズ、またはフュージョンといったサブジャンルに最もよく分類される。バンドは1980年代初頭にサンディエゴでサックス奏者のホリス・ジェントリー、キーボード奏者のカール・エヴァンス・ジュニア、ベーシストのマーク・ハンター、ドラマーのケヴィン・コーク、ギタリストのスティーヴ・ローリーによって結成された。トミー・エアロスがすぐにパーカッショニストとして参加した。
彼らのファースト・アルバムの後、ホリス・ジェントリーはソロ・キャリアを追求するためにバンドを脱退したが、1990年代にパートタイム・メンバーとして復帰した。アルバム『Come & Get It』のリリース後、スティーヴ・ローリーがソロ・キャリアに着手するために脱退。その結果、彼らの次のアルバム『オン・ア・ロール』は、キコ・シブリアンがスタジオ・ギタリストとして参加したものの、4ピース・バンドとしてのファットバーガーの最初のレコーディングとなった。アルバム『Work to Do!』（2004年）の後、ホリス・ジェントリーが2006年9月5日に亡くなり、カール・エヴァンス・ジュニアが2008年4月10日に亡くなった。
ファットバーガーは、2009年6月26日にアンソロジー・ジャズ・クラブで再結成し、新しいキーボード奏者としてアラン・フィリップスを迎えた。
ファットバーガーの最も商業的に成功したアルバムは『Sizzlin'』『T.G.I.F.attburger!』である。

## ディスコグラフィ

### アルバム
- One of a Kind (1986年、Golden Boy Jazz)
- 『グッド・ニュース』 - Good News (1987年、Intima)
- 『パラダイスへの招待』 - Living in Paradise (1988年、Intima)
- Time Will Tell (1989年、Intima)
- Come and Get It (1990年、Capitol)
- 『オン・ア・ロール』 - On a Roll (1993年、Sin-Drome)
- Livin' Large (1995年、Shanachie)
- All Natural Ingredients (1996年、Shanachie)
- Sugar (1998年、Shanachie)
- 『ファットバーガー・ドット・コム』 - Fattburger.com (2000年、Shanachie)
- T.G.I.F.attburger! (2001年、Shanachie)
- Sizzlin'  (2003年、Shanachie)
- Work to Do! (2004年、Shanachie)